# 안드레아 도리아
안드레아 도리아(이탈리아어: Andrea Doria, 1466년 11월 30일 - 1560년 11월 25일)는 제노바의 도리아 가문 출신으로 용병대장이자 해군제독이다. 제노바의 정치인이기도한 그는 1528년부터 죽을 때까지 제노아 공화국의 의회에서 지배적인 영향력을 행사했다. 제노바의 통치자로서 도리아는 공화국의 헌법을 개혁했다. 원래 종신제였던 총통(Doge, 최고 통치자)의 임기를 2년으로 축소하였고 총통 임명은 대의회 의원들과 소의회 의원들에게 위임하였다. 그가 개혁한 헌법은 1797년 공화국이 끝날 때까지 지속되었다.
당대 최고의 해군 제독으로 평가되고 있다. 신성로마제국의 황제 카를 5세의 해군 용병대장으로 북아프리카를 거점으로 활약하는 해적을 소탕하고 오스만 제국과 지중해 해상권 다툼에 앞장 섰다.

## 어린 시절
제노바의 명문 귀족 가문인 도리아 가문의 일원으로 이탈리아 오네글리아(Oneglia)에서 태어났다. 도리아 가문은 12세기 이후 제노바 공화국 역사에 큰 역할을 했던 가문인 도리아 디 원글리아(Doria di Oneglia)의 방계가문이다. 유년시절 아버지를 잃고 로마의 친척에게 보내어지게 되었으며, 교황 인노켄티우스 8세의 경호원으로 입신했다. 군인으로서 매우 유능했으며 나폴리의 페르디난도 1세와 그의 아들 알폰소 2세 및 여러 지방 군주들 밑에서 근무했다. 1503~06년 숙부 도메니코를 도와 제노바의 지배에 대항해 일어난 코르시카의 반란을 진압했다. 본래는 육군이었으나, 40대가 넘어 해군으로 전직하였다.
1512년 튀니스에 거점을 두고 있는 바르바리 해적 우르지가 타르바카 연해에서 작업중인 제노바 어선을 나포하는 사건이 발생하였다. 나포된 배는 제노바의 산호 채취 어선이었다. 제노바는 튀니스의 하프스 왕조로부터 정식으로 허가를 받고 조업중이었다. 조약 위반에 분노한 제노바 원로원은 도리아에게 튀니스 원정을 명했다. 12척의 갤리선을 이끌고 튀니스로 출항한 도리아는 항해중인 해적 우르지 선단을 공격하였다. 공격은 성공적이었고 나포되었던 어선을 포함하여 우르지의 소형 갤리선 6척을 빼앗아 제노바로 돌아왔다. 이 사건 이후 본격적으로 해군으로 근무하며 점차 두각을 나타내게 되었다.

## 해군 경력
바다로 나간 안드레아 도리아는 주로 오스만의 비호를 받는 북아프리카 해적(바르바리 코르세어)들과 싸우며 명성과 경력을 쌓아나갔고, 교황청의 해군함대, 프랑스의 해군 제독 등을 거치면서 이름을 떨치게 된다. 당시 유럽의 국가들은 자국의 해군을 육성하기보다는 용병들을 고용했는데, 이런 용병들은 배와 선원, 무기를 자체적으로 구비했다. 따라서 용병함대가 어느 나라와 계약을 맺느냐에 따라 유럽 해군의 균형이 크게 변동하는 상황이었다.
1522년 정변으로 제노바에서 추방된 이후, 안드레아 도리아는 프랑스의 프랑수아 1세와 계약을 맺었다. 1525년 파비아 전투에서 프랑수아 1세가 생포되어 마드리드로 압송된이후 한동안 교황 클레멘스 7세 아래에서 일했다. 1526년초 프랑수아 1세가 석방되자 다시 프랑스에 돌아가 제노바를 신성 로마 제국군으로부터 탈환했다. 그러나 1528년 7월, 나폴리 공성전이 한창이 중에 프랑수아 1세와 결별하며 나폴리에 대한 해상봉쇄를 풀어버렸다. 용병료와 프랑스의 가혹한 제노바에 대한 정책에 대한 불만 때문이었다.
이 사건으로 인해 프랑수아 1세의 나폴리 공략에 큰 차질이 발생하였고, 도리아의 이런 행보는 프랑스 진중에 퍼진 전염병과 더불어 프랑스가 공성전을 포기하게 만든 주요 원인중 하나가 되었다. 이후 제노바 공화국의 독립을 약속한 스페인 카를 5세와 용병 계약을 맺었다. 1528년 9월 제노바에서 프랑스군을 몰아냄으로써 제노바 사람들에게 열렬한 환영을 받았다. 카를 5세는 그를 해군제독으로 임명하여 스페인 함대를 지휘하게 하였으며, 1531년에는 멜피 후작(Principe di Melfi)으로 봉하였다.

## 제노바의 독재자

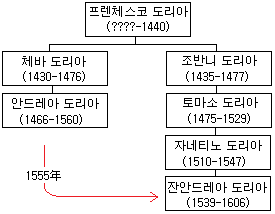
도리아 가문 가계도

제노바는 본래 도리아 가문, 스피뇰라 가문, 피에스키 가문, 그리말디 가문의 네 개의 귀족 가문이 정치를 담당하고 있었으나, 프랑스에게 점령되었고, 이후 안드레아 도리아가 에스파냐로 넘어가면서 그 영향권에 들어갔다. 안드레아 도리아는 막강한 해군과 정치력을 통해 독재정치를 실시했다. 여기에 반발한 피에스키 가문의 주도하에 1547년 암살 시도가 벌어졌으며, 그 와중에 안드레아 도리아의 조카 자네티노 도리아가 암살당했다. 안드레아 도리아는 반란 음모를 진압한 뒤, 8년에 걸쳐 이들 음모자들을 철저하게 색출하여 처형했다. 하지만 이같이 해군 세력에 기댄 독재 정치는 안드레아 도리아 1대로 그쳤으며, 그의 재종손자 지오반니 안드레아 도리아(1539-1606) 이후로 약화된다.

## 해적과의 대결
안드레아 도리아는 카를 5세의 지중해 공격에 주요 역할을 담당했다. 1535년 그는 에스파냐 함대를 이끌고 튀니스를 공격하여 정복했다. 그러나 1538년 에스파냐, 로마 교황청, 베네치아 공화국의 연합함대 6만 명을 이끌고 프레베자에서 하이레딘의 오스만 투르크 함대와 대적했으나 패배했다. 총사령관이었던 그는 함대 내의 단결 부족과 불리한 정황을 탓하며 해전에 소극적으로 임했다. 패전의 최대 피해자는 베네치아였다. 이후 오스만 투르크는 지중해의 동부를 사실상 장악했으며 레판토 해전에 이르기까지 30여년간을 유럽과의 지중해 주도권 다툼에 우위를 차지하게 되었다.
1540년, 당시 지중해에서 가장 활발하게 활동하며 유럽인들을 괴롭혔던 해적 투르구트를 생포하는데 성공한다. 코르시카 섬의 지롤라타라는 항구도시에 정박해 있는 투르구트 일당을 안드레아 도리아의 조카인 자네티노 도리아가 급습하여 거둔 쾌거였다. 투르구트는 노예가 되어 4년간 갤리선에서 노잡이를 하다가 제노바 감옥에 투옥된다. 1544년 오스만의 바르바로사가 210척의 배를 이끌고 프랑스의 동맹으로서 활동하다가 귀항중에 제노바를 포위하고 투르구트의 석방 교섭을 강요했다. 결국 제노바는 3,500 두카트를 받고 투르구트를 석방하고 만다.

## 말년과 사망
프레베자 해전 이후와 하이레딘이 죽은 뒤, 안드레아 도리아는 여전히 지중해 세력의 실세로 남았다. 1552년 80이 넘은 나이로도 해군을 이끌고 폰자 섬에서 투르구트 레이스와 거듭 충돌을 벌였지만 큰 성과는 거두지 못했다. 1555년 그가 은퇴한 뒤로 그의 함대는 재종손자이자 훗날 레판토 해전에 참전하는 지오반니 안드레아 도리아가 이어받았다. 안드레아 도리아는 1560년 11월 25일 94세의 나이로 세상을 떠났으며, 현재 제노바의 산 마테오 성당에 그의 묘가 있다.

## 같이 보기
- 제노바
- 제노바 공화국
- 도리아가